# 哲学館事件
哲学館事件（てつがくかんじけん）とは、1902年（明治35年）に私立哲学館（現在の東洋大学）で発生した事件である。哲学館の卒業試験における倫理学の設問に端を発した同校講師・中島徳蔵対文部省視学官の論争。国体に反するとして問題視され、文部大臣の菊池大麓が哲学館主の井上円了に対し、卒業生の教員無試験検定許可を自今取り消すと命令したことから、文部省による学問弾圧として早慶など他大学も哲学館を擁護する論陣を張り、一大社会問題となった。

## 概要
旧制中等教育学校（中学校、高等女学校、師範学校）の教員無試験検定資格は、本来官立の高等師範学校卒業者に与えられるものとして制度設計されていたが、哲学館（東洋大学の前身）の設立者・井上円了はこれを私立学校卒業生にも開放すべきと主張し、1898年（明治31年）に國學院・東京専門学校等と共に文部省への陳情活動を行った結果、翌1899年（明治32年）2月7日、「勅令第二十八号」で定められた「中学校令」第十三条が改正され、同年7月にこれら3校は中等教員無試験検定資格を認可された。
1902年（明治35年）にはこの3校で最初の卒業生が誕生し、私立学校ではじめての無試験教員が誕生するはずであった。しかし、哲学館の教育部第一科である教育倫理科の卒業試験の答案を検定した視学官・隈本有尚が、倫理学教師・中島徳蔵の出題した内容を問題視した。「動機が善でも悪となる行為はあるか」という課題である。これに対して学生が「結果だけをみて善悪を判断してはいけない。そうしなければ、自由のための弑逆も罪となってしまう」と回答したが、これはイギリスの哲学者ジョン・ヘンリー・ミュアヘッドの著作『倫理論』を教科書とした授業におけるもので、清教徒革命における君主の処断を是としたミュアヘッドの学説に添った回答であった。この考え方は当日の法理哲学においては学会の標準的な考え方であったが、隈本は哲学館の教育方針について「目上を殺落としたしてよいということは天皇も殺してよいということだ。この思想は国体を危うくする恐れがある」という見解をまとめた。その結果、文部省は12月13日付で無試験検定資格の認可を取り消した。哲学館幹事安藤弘が文部省に出向いて取り消しの理由を問い質したところ、「哲学館の罪は其閉鎖とも申すべき所なれども、予ねて同館の内情をも察するが故に認可取消の命令に留めおくものなり」との説明を受けたという。また、中島も哲学館と東京高等工業学校の講師を諭旨退職へと追いやられた。
翌年1月、中島は『読売新聞』などの都下新聞各紙に「余が哲学館事件を世に問う理由」を投稿。それに対して「当事者たる隈本視学官の談」が『読売新聞』に掲載される。中島が「文部省視学官の言果して真ならば」で反論すると、文部省は2月16日付の『時事新報』で「哲学館事件に関する文部省当局者の弁疏」で自らの見解を明らかにした。
これらの論戦が展開されると、都下諸新聞諸雑誌では私立学校における教育の自由や学問の自由に関する議論が活発化し、衆議院でもこの事件に関する質疑応答がなされるに至った。東京朝日新聞、毎日新聞、中国民報などの社説、慶應義塾大学、早稲田大学などの学報は中島を弁護する論説を掲げる一方、東京帝国大学の哲学会は黙殺の態度を示し、同大文科大学長の井上哲次郎は文部省に与する姿勢を示した。
また、『倫理学』の著者ミュアヘッドも英国から「弁妄書」を『ジャパン・クロニクル』紙に寄稿し、訳者の桑木厳翼も論争に参加した。当時の倫理学界の中心的存在だった丁酉倫理会の主要会員が連名で、1903年（明治36年）3月10日、「ム氏の動機説を教育上危険と認めず」と論断を下したことで世論はようやく収束の方向へと向かっていった。

## 騒動後
この後、哲学館は東洋大学となり、1928年（昭和3年）に大学令（1919年〈大正8年〉施行）による大学となるが、1920年（大正9年）認可の私立大学（10校）に比べて遅れたのは、哲学館事件が尾を引いたからではないかと言われている。しかし、東洋大学が初めて申請書類を提出したのは1927年1月19日であった。昇格が遅れた理由はいくつか考えられるが、最大の理由は供託金を調達することができなかったためと考えられる。
哲学館事件は当時も多数の媒体によって取り上げられ注目された日本の教育史では一つのトピックとなっており松本清張の『小説東京帝国大学』（1969年〈昭和44年〉、新潮社）がこの事件の描写から始まっているように、小説や論説の題材としても使用されている。
その後、哲学館では中等教員無試験検定資格の再認可を求める講師・校友と再認可を求めない井上円了との間で対立が起こり、「哲学館大学革新事件」と呼ばれる騒動にまで発展したが、井上引退後の1907年（明治40年）5月13日に再認可が実現した。